# Культура курганных погребений

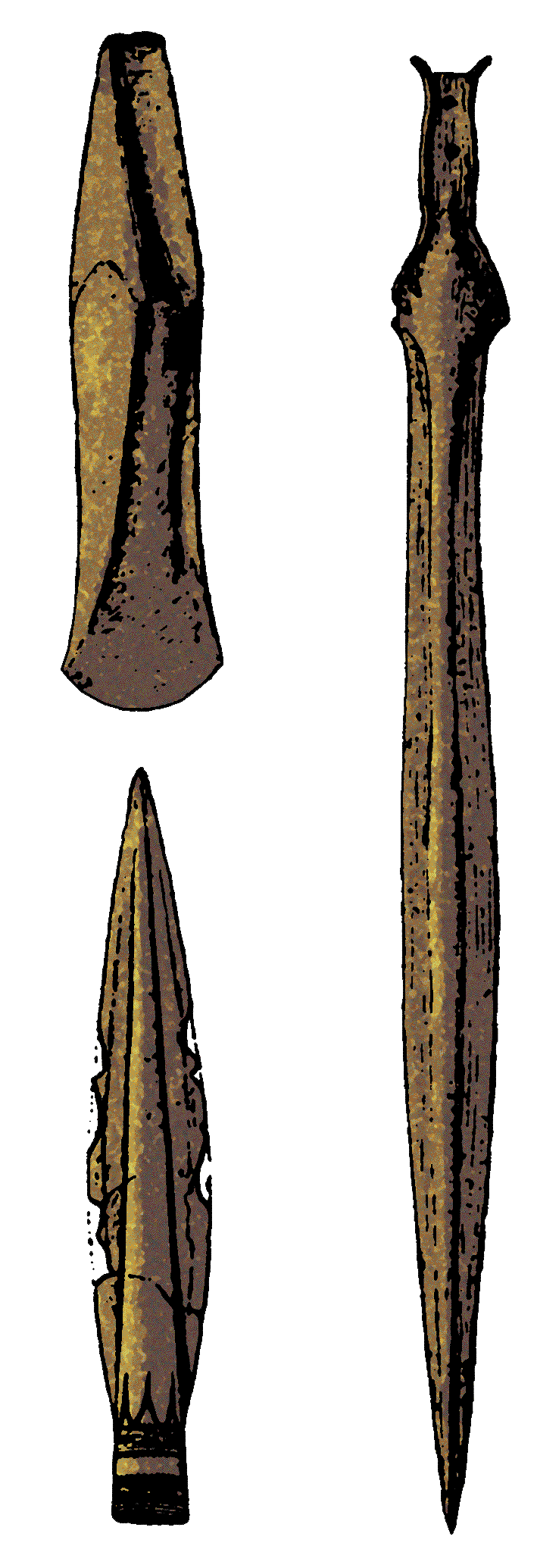
Оружие культуры курганных погребений

Культура курганных погребений
1) археологическая культура среднего и позднего периодов бронзового века (1600—1200 гг. до н. э.), распространённая в Центральной Европе. Возможно являлась продолжением унетицкой культуры и занимала те же земли, за исключением Баварии и Вюртемберга. В конце бронзового века ей наследовала культура полей погребальных урн.
2) археологическая культура эпохи раннего железа, распространённая на территории Японии в 4—6 вв. н. э.
Эти культуры не следует путать с общим названием восточных древних культур, охватываемых т. н. курганной гипотезой происхождения древних индо-европейцев, охватывающей больший временной и пространственный масштаб.
Как видно из названия, для этих культур было характерно сооружение погребальных курганов.
В Европе, носители культуры курганных погребений предположительно являлись носителями гаплогруппы R1b

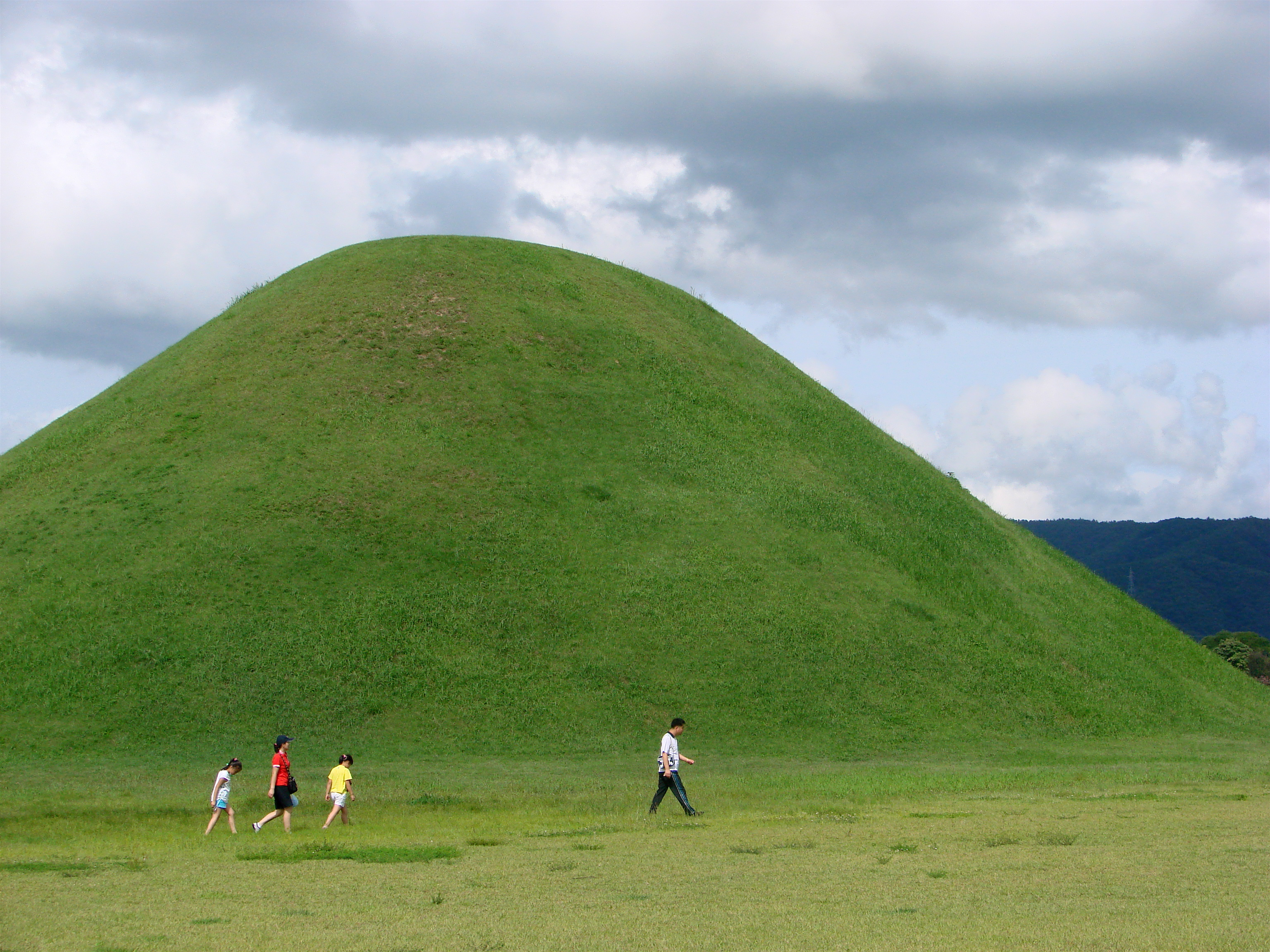
Типичный погребальный курган, расположенный в Южной Корее.